# Mariany
Mariany (Mariana Islands; Wyspy Mariańskie, Wyspy Złodziejskie) – archipelag wysp wulkanicznych w Mikronezji, w południowo-zachodniej części Oceanu Spokojnego. Klimat wysp jest wilgotny, często nawiedzają je tajfuny. Wyspy porasta bujna roślinność tropikalna.
Wyspy zostały odkryte w 1521 roku przez Magellana. W latach 1565–1898 stanowiły kolonię hiszpańską (w 1668 roku misjonarz (jezuita) Dydak Ludwik de San Vitores nazwał wyspy na cześć królowej, Marianny Habsburg). W 1898 roku położona najbardziej na południe wyspa Guam przeszła w posiadanie Stanów Zjednoczonych; pozostała część (Mariany Północne) została zakupiona przez Niemcy. Po I wojnie światowej, podobnie jak pozostałe posiadłości kolonialne Niemiec, przeszła pod zarząd międzynarodowy jako terytorium mandatowe. Od 1920 roku mandat Ligi Narodów sprawowała tu Japonia.
Latem 1944 roku wyspy zdobyli Amerykanie, zaś 6 sierpnia 1945 roku z wyspy Tinian wystartował Boeing B-29 Superfortress Enola Gay, którego zadaniem było zrzucenie bomby atomowej na Hiroszimę. Z tej samej wyspy trzy dni później wystartował bombowiec, który zrzucił bombę atomową na Nagasaki.
W latach 1947–1977 jako terytorium powiernicze wchodziły w skład Powierniczych Wysp Pacyfiku administrowanych przez Stany Zjednoczone. Natomiast od 1978 roku, posiadając autonomię wewnętrzną, uzyskały status wspólnoty stowarzyszonej z USA.
Obecnie cały archipelag Marianów należy do Stanów Zjednoczonych: większość wysp stanowi nieinkorporowane terytorium stowarzyszone Wspólnoty Marianów Północnych, natomiast największa i położona najbardziej na południe wyspa archipelagu jest osobnym nieinkorporowanym terytorium zorganizowanym o nazwie Guam. Mieszczą się tu wielkie bazy US Air Force i US Navy oraz największa uczelnia cywilna obszaru Pacyfiku, University of Guam.